# 中原文化艺术学院
中原文化艺术学院（筹）是一所筹建中的综合性公办本科文化艺术类高等院校。主校区位于河南省郑州市郑州新区中牟产业园区白沙镇，该校是河南省在整合了河南文化艺术高等教育资源后，以河南艺术职业学院和中原工学院广播影视职业学院为基础筹建的。

## 历史
- 1956年5月16日，以继承和发扬中华民族戏曲艺术的优秀传统，有系统、有计划地培养戏曲艺术的新生力量为己任，以豫剧专业为主的河南省戏曲学校正式成立，[4]后改名为河南省艺术学校。该校曾为河南省外的艺术单位及部队宣传队培养了大量的豫剧人才，为豫剧的广泛流传做出了贡献。1980年，河南省艺术学校被中华人民共和国教育部和文化部定为全国重点中等专业学校。从建校开始到1990年，河南省艺术学校培养出的豫剧各专业艺术人才达1379人，分布在中国大陆14个省市豫剧团。[5]

- 2003年经中国文化部批准，由河南省艺术学校、河南省电影电视学校和河南省文化艺术干部学校组建而成的大专类河南艺术职业学院开始筹建，2010年教育部正式备案、河南省人民政府正式批准成立。

- 2010年，河南省为整合省内优质文化艺术教育资源，以河南艺术职业学院和中原工学院广播影视职业学院为基础，由慈善家黄如论捐资3亿元人民币，河南省筹措配套资金6亿元人民币的本科类中原文化艺术学院开始筹建。[6]

- 2013年1月，由于本科高校设置政策限制，中原文化艺术学院（筹建）建校未予批准。

- 2015年，河南省省委、省政府有关领导指示将中原文化艺术学院（筹建）并入河南大学。

- 截至2018年8月28日，中原文化艺术学院（筹建）并入河南大学的工作仍在推进中。[7]

## 校友
- 汪荃珍：中国国家一级演员，豫剧旦角。
- 李娜：中国女歌手，河南省戏曲学校75届表演班学员。[8]
- 丁岚：影视演员，毕业于河南省戏曲学校，曾出演多部武侠剧。1991年移民新加坡，在新加坡新传媒当专业演员。[9]
- 魏俊英：中国国家一级演员，豫剧旦角。
- 蒋欣：中国女演员，毕业于河南省艺术学校。